# Deion Branch
Anthony Deion Branch Jr. (Albany, Georgia, 18 juli 1979) is een Amerikaans voormalig Americanfootballspeler voor de New England Patriots, de Seattle Seahawks en de Indianapolis Colts in de National Football League. Branch speelde als wide receiver en won tweemaal de Super Bowl.